# Mitología chimú
La mitología chimú es el conjunto de mitos, leyendas, creencias y memoria colectiva del Reino Chimú. El Reino Chimú comenzó con la llegada de Tacaynamo, el cual es considerado como el fundador y primer gobernante de dicho reino hasta su muerte. La Cultura Chimú tuvo su capital en Chan Chan.
Al igual que muchas otras culturas, los Chimú rendían culto a un gran número de divinidades.
A mediados del siglo XV, se libró un conflicto entre los Chimú e Incas. Dicha guerra trajo como resultado la conquista del Reino Chimú por parte de los incas. Estos últimos estaban al mando del noveno inca, Pachacútec o Pachakutiq Inca Yupanqui. Tras su incorporación al creciente Tahuantinsuyo, el conjunto de diversos elementos que componen la mitología chimú también serían asimilados por los incas, al igual que sus dominios.

## Visión religiosa
Para los chimú, el cielo no era más que una extensión de la tierra. La vida que esperaba tras la muerte era tan solo la prolongación de su estadía terrenal.
Su práctica religiosa, que comenzó siendo tan pacífica como tranquila, se fue moviendo en el mismo sentido de sacrificio que las del entorno, para terminar siendo sanguinaria y cruenta, engarzada en una complicada trama aristocratizante de castas sacerdotales, militares, comerciantes y campesinos, al estilo de la inca, que se movía en un fetichismo mágico, en un mito ceremonial oscuro y truculento, dirigido por la casta sacerdotal para su beneficio político.
por eso muchos creen que la cultura chimú sacrificaban niños a sus dioses.

## Kon, el felino volador
Kon es el antiguo dios costeño adorado como creador del mundo por importantes reinos como Paracas y Nazca que lo representaban en finos tejidos y bellos huacos policromados.
Kon era un dios eminentemente volador, era rápido y ligero porque carecía de huesos. Esto último lo hacía acortar distancias a su antojo. Tenía cabeza de felino pero se sostiene que usaba máscaras felínicas.
Kon también se podía transformar en una tormenta o Remolino de arena para poder desplazarse a lo largo del vasto desierto costero peruano.
En imágenes se le puede ver volando y portando un báculo, alimentos y cabezas trofeo.
En algunos huacos de la Cultura nazca y Cultura paracas, culturas de donde el culto a este dios se originó, Kon es representado como un hombre con rasgos de ave, así como un felino con grandes ojos. Es por esta razón que a Kon también se le conoce como el "Dios oculado".
Cuenta un mito que Kon, en los tiempos más antiguos, pobló la tierra de seres humanos y los colmó de abundante agua y frutos; pero sus criaturas olvidaron pronto las ofrendas que le debían al padre creador. Kon los castigó con la ausencia de la lluvia, lo cual terminaría transformando las fértiles tierras en los inmensos desiertos costeños. Kon solo dejó algunos ríos para que con mucho esfuerzo y trabajo los humanos puedan subsistir.
El dios Kon fue el creador de esa primera generación de hombres que poblaron la tierra pero un día fue vencido y desterrado por el dios Pachacámac quien los convirtió en monos, zorros, lagartos, etc. Esto con el propósito de crear una nueva generación de seres humanos.

## Quillapa Huillac
Quillapa Huillac era la diosa Luna a la que muchos consideraban más poderosa que el Sol, ya que podía reinar en la noche y en el día, era capaz hasta de cubrir al Sol y hacerlo desaparecer del cielo en los eclipses.

## Dioses celestiales
Alrededor de estos dioses mayores estaban los dioses celestiales, como los del relámpago y el trueno, la estrella de la mañana (Achachi Ururi) y la estrella de la tarde (Apadri Ururi), el demonio que vive en la estrella central de la constelación de Orión, precisamente la que marca el cinturón del cazador, y que está acompañada por otras dos estrellas (Patas), que son las enviadas por la diosa Luna para vigilarlo de cerca en su desierto y evitar, con su perpetuo presidio celestial, que siga haciendo el mal.

## Divinidades zoomórficas
También los chimú tenían en su panteón a divinidades zoomórficas, como los habituales felinos moteados que aparecen en la mayor parte de las culturas absorbidas por el Imperio inca.